# Rathaus Draveil

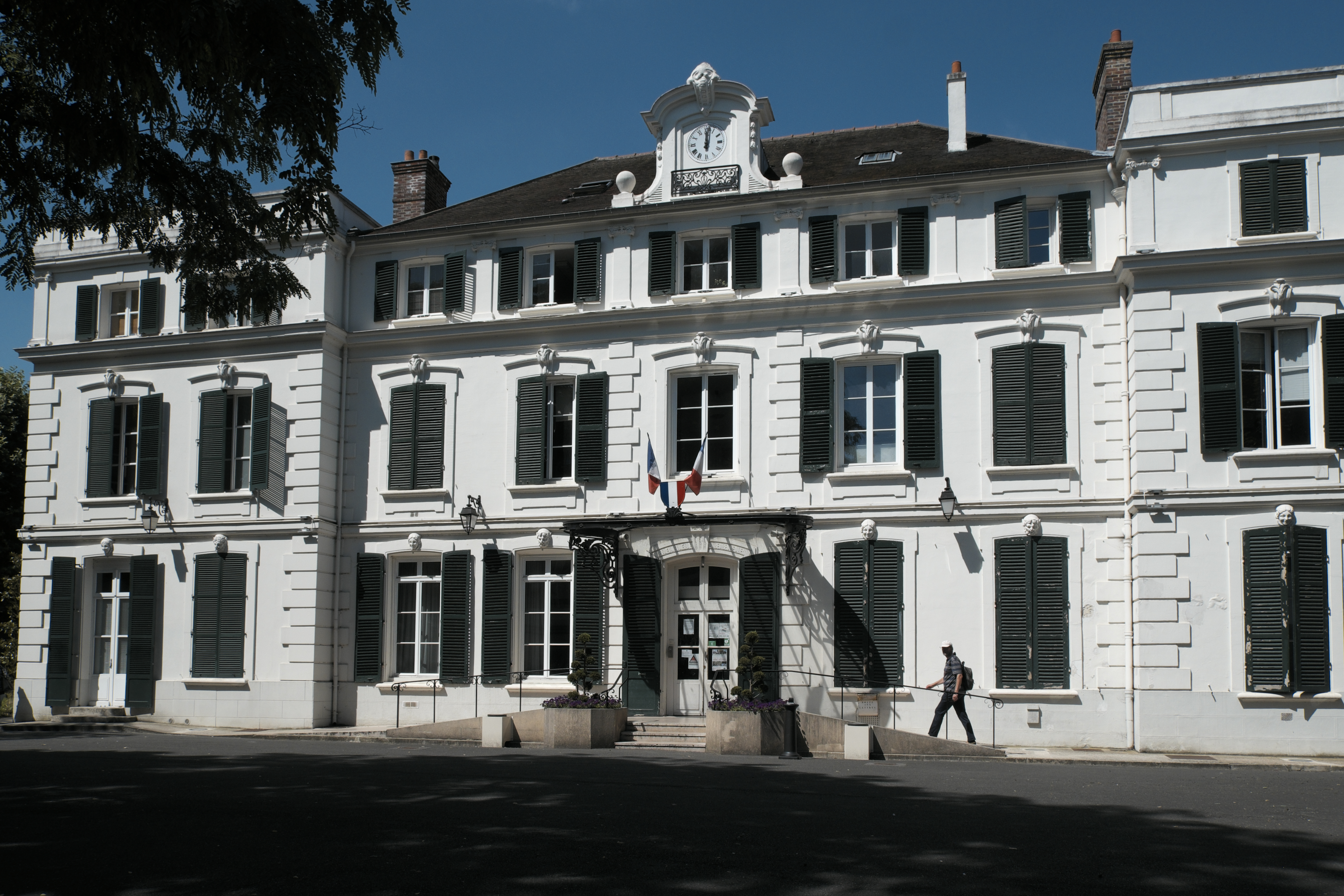
Rathaus in Draveil

Das Rathaus (französisch Mairie) in Draveil, einer französischen Gemeinde im Département Essonne in der Region Île-de-France, wurde 1735 errichtet. Das Rathaus am Boulevard Henri-Barbusse Nr. 97bis wurde ursprünglich als Wohnhaus für den Sieur de Monglas, Sekretär des Kardinals André-Hercule de Fleury und Minister unter Ludwig XV., erbaut. Die Gemeindeverwaltung von Draveil wurde 1963 im Gebäude eingerichtet.
Das dreigeschossige Gebäude mit symmetrischen Achsen wird von einem Fronton bekrönt. Eckquaderungen und Pilaster gliedern die Fassade. Die Fenster im Erdgeschoss und im ersten Obergeschoss werden von Agraffen geschmückt.